# 이태식 (1945년)

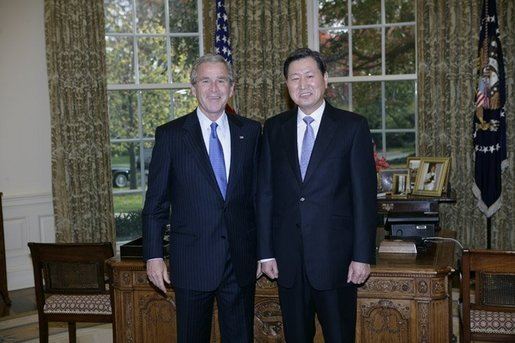
이태식과 조지 W. 부시 미국 대통령

이태식(李泰植, 1945년 10월 26일 ~, 경북 경주)은 대한민국의 외무 공무원으로 제21대 주미국 대사였다. 본관은 여강, 이언적의 후손이다.

## 학력
- 서울대학교 외교학 학사
- 존스홉킨스대학교 대학원 SAIS 석사

## 경력
- 1973년: 외무고시 합격
- 1975년: 주 라이베리아 3등서기관
- 1977년: 주필리핀 대사관 3등서기관
- 1981년: 주미국 대사관 1등서기관
- 1987년: 안보전략연구부 연구관
- 1992년: 국제경제국심의관
- 1997년: 외무부 통상국장
- 1998년: 한반도에너지개발기구 사무차장
- 2000년: 주이스라엘 대사
- 2002년: 외교통상부 차관보
- 2003년: 주영국 대사
- 2005년: 외교통상부 차관
- 2005년: 주 미국 대사
- 2011년: 제주특별자치도 국제고문단
- 재단법인 한미동맹재단 고문

| 전임 임성준 | 제4대 외교통상부 차관보 2002년 2월 17일 ~ 2003년 3월 | 후임 이수혁 |

| 전임 라종일 | 제17대 주 영국 대사 2003년 6월 ~ 2005년 1월 | 후임 조윤제 |

| 전임 홍석현 | 제21대 주 미국 대사 2005년 10월 ~ 2009년 2월 | 후임 한덕수 |

| 전임 최영진 | 제7대 외교통상부 차관 2004년 12월 27일 ~ 2005년 7월 22일 | 후임 이태식(외교통상부 제1차관) 유명환(외교통상부 제2차관) |

| 전임 이태식 | 제8대 외교통상부 제1차관 2005년 7월 22일 ~ 2005년 9월 29일 | 후임 유명환 |